# Torneo Apertura 2009 (Bolivia)
El Torneo Apertura 2009 de la Liga de Fútbol Profesional Boliviano se jugó desde febrero hasta julio de 2009, bajo el sistema todos contra todos: los doce clubes compitieron en dos vueltas (una como local y la otra de visitante), jugando un total de 22 partidos cada uno. Cada club recibió tres puntos por partido ganado, uno por partido empatado y cero por partido perdido. Los clubes fueron clasificados por puntos con los siguientes criterios de desempate (en orden): diferencia de goles, goles anotados y resultados directos entre equipos empatados. Excepcionalmente, de haber dos equipos quedan empatados en puntos en la primera posición, estos hubieran jugado un partido de desempate en un estadio neutral para definir al campeón.

## Equipos participantes
| Club               | Ciudad                  | Estadio                          | Aforo  |
| ------------------ | ----------------------- | -------------------------------- | ------ |
| Aurora             | Cochabamba              | Estadio Félix Capriles           | 32.000 |
| Blooming           | Santa Cruz de la Sierra | Estadio Ramón Tahuichi Aguilera  | 40.000 |
| Bolívar            | La Paz                  | Estadio Simón Bolívar            | 15.000 |
| La Paz Fútbol Club | La Paz                  | Estadio Hernando Siles           | 45.000 |
| The Strongest      | La Paz                  | Estadio Rafael Mendoza Castellón | 15.500 |
| Nacional Potosí    | Potosí                  | Estadio Potosí                   | 2.000  |
| Oriente Petrolero  | Santa Cruz de la Sierra | Estadio Ramón Tahuichi Aguilera  | 40.000 |
| Real Mamorè        | Trinidad                | Estadio Gran Mamoré              | 12.000 |
| Real Potosí        | Potosí                  | Estadio Víctor Agustín Ugarte    | 30.000 |
| San Josè           | Oruro                   | Estadio Jesús Bermúdez           | 38.000 |
| Universitario      | Sucre                   | Estadio Olímpico Patria          | 32.000 |
| Wilstermann        | Cochabamba              | Estadio Félix Capriles           | 32.000 |

## Posiciones
Fuente
| #   | Equipo             | Pts | PJ | G  | E | P  | GF | GC | DIF |
| --- | ------------------ | --- | -- | -- | - | -- | -- | -- | --- |
| 1º  | Bolívar            | 40  | 22 | 11 | 7 | 4  | 36 | 22 | 14  |
| 2º  | Real Potosí        | 39  | 22 | 11 | 6 | 5  | 45 | 31 | 14  |
| 3º  | San José           | 35  | 22 | 11 | 2 | 9  | 53 | 35 | 18  |
| 4º  | Oriente Petrolero  | 35  | 22 | 10 | 5 | 7  | 33 | 30 | 3   |
| 5º  | Universitario      | 34  | 22 | 10 | 4 | 8  | 36 | 27 | 9   |
| 6º  | La Paz Fútbol Club | 34  | 22 | 10 | 4 | 8  | 38 | 37 | 1   |
| 7º  | The Strongest      | 32  | 22 | 9  | 5 | 8  | 36 | 35 | 1   |
| 8º  | Nacional Potosí    | 27  | 22 | 7  | 6 | 9  | 35 | 40 | -5  |
| 9º  | Blooming           | 27  | 22 | 7  | 6 | 9  | 23 | 32 | -9  |
| 10º | Aurora             | 23  | 20 | 6  | 5 | 9  | 21 | 31 | -10 |
| 11º | Wilstermann        | 18  | 22 | 3  | 9 | 10 | 22 | 36 | -14 |
| 12º | Real Mamorè        | 17  | 22 | 4  | 5 | 13 | 25 | 50 | -25 |

 Pos=Posición; Pts=Puntos; PJ=Partidos jugados; G=Partidos ganados; E=Partidos empatados; P=Partidos perdidos; GF=Goles a favor; GC=Goles en contra; DIF=Diferencia de gol
| Campeón Bolívar 16º título |

## Resultados
Fecha 1
Fuente
| Fecha        | Lugar      | Local             | Resultado | Visitante          |
| ------------ | ---------- | ----------------- | --------- | ------------------ |
| 7 de febrero | Cochabamba | Aurora            | 1:1       | La Paz Fútbol Club |
| 8 de febrero | La Paz     | Bolívar           | 2:1       | San Josè           |
| 8 de febrero | Potosí     | Nacional Potosí   | 2:0       | Blooming           |
| 8 de febrero | Sucre      | Universitario     | 3:0       | The Strongest      |
| 8 de febrero | Cochabamba | Wilstermann       | 2:0       | Real Mamorè        |
| 8 de febrero | Santa Cruz | Oriente Petrolero | 2:3       | Real Potosí        |

Fecha 2
Fuente
| Fecha         | Lugar      | Local         | Resultado | Visitante          |
| ------------- | ---------- | ------------- | --------- | ------------------ |
| 14 de febrero | La Paz     | The Strongest | 0:1       | Nacional Potosí    |
| 15 de febrero | La Paz     | Bolívar       | 0:1       | Universitario      |
| 15 de febrero | Potosí     | Real Potosí   | 2:1       | San Josè           |
| 15 de febrero | Cochabamba | Aurora        | 3:0       | Wilstermann        |
| 15 de febrero | Trinidad   | Real Mamorè   | 1:1       | Oriente Petrolero  |
| 15 de febrero | Santa Cruz | Blooming      | 2:5       | La Paz Fútbol Club |

Fecha 3
Fuente
| Fecha         | Lugar      | Local              | Resultado | Visitante         |
| ------------- | ---------- | ------------------ | --------- | ----------------- |
| 28 de febrero | La Paz     | Bolívar            | 2:3       | Real Potosí       |
| 28 de febrero | Cochabamba | Aurora             | 1:1       | Oriente Petrolero |
| 1 de marzo    | Oruro      | San Josè           | 4:2       | Real Mamorè       |
| 1 de marzo    | La Paz     | La Paz Fútbol Club | 0:3       | The Strongest     |
| 1 de marzo    | Potosí     | Nacional Potosí    | 2:1       | Universitario     |
| 1 de marzo    | Cochabamba | Wilstermann        | 0:0       | Blooming          |

Fecha 4
Fuente
| Fecha      | Lugar      | Local           | Resultado | Visitante          |
| ---------- | ---------- | --------------- | --------- | ------------------ |
| 7 de marzo | Potosí     | Nacional Potosí | 2:2       | Bolívar            |
| 8 de marzo | Sucre      | Universitario   | 1:1       | La Paz Fútbol Club |
| 8 de marzo | La Paz     | The Strongest   | 1:1       | Wilstermann        |
| 8 de marzo | Cochabamba | Aurora          | 3:1       | San José           |
| 8 de marzo | Trinidad   | Real Mamorè     | 2:1       | Real Potosí        |
| 8 de marzo | Santa Cruz | Blooming        | 2:0       | Oriente Petrolero  |

Fecha 5
Fuente
| Fecha       | Lugar      | Local              | Resultado | Visitante       |
| ----------- | ---------- | ------------------ | --------- | --------------- |
| 15 de marzo | Oruro      | San José           | 2:1       | Blooming        |
| 15 de marzo | La Paz     | La Paz Fútbol Club | 2:1       | Nacional Potosí |
| 15 de marzo | Potosí     | Real Potosí        | 2:1       | Aurora          |
| 15 de marzo | Cochabamba | Wilstermann        | 2:2       | Universitario   |
| 15 de marzo | Santa Cruz | Oriente Petrolero  | 2:1       | The Strongest   |
| 17 de marzo | La Paz     | Bolívar            | 2:0       | Real Mamorè     |

Fecha 6
Fuente
| Fecha       | Lugar      | Local              | Resultado | Visitante         |
| ----------- | ---------- | ------------------ | --------- | ----------------- |
| 21 de marzo | Cochabamba | Aurora             | 2:0       | Real Mamorè       |
| 21 de marzo | La Paz     | La Paz Fútbol Club | 1:3       | Bolívar           |
| 22 de marzo | La Paz     | The Strongest      | 2:1       | San José          |
| 22 de marzo | Sucre      | Universitario      | 4:1       | Oriente Petrolero |
| 22 de marzo | Potosí     | Nacional Potosí    | 3:3       | Wilstermann       |
| 22 de marzo | Santa Cruz | Blooming           | 3:1       | Real Potosí       |

Fecha 7
Fuente
| Fecha      | Lugar      | Local             | Resultado | Visitante          |
| ---------- | ---------- | ----------------- | --------- | ------------------ |
| 4 de abril | Cochabamba | Aurora            | 1:1       | Bolívar            |
| 5 de abril | Potosí     | Real Potosí       | 2:1       | The Strongest      |
| 5 de abril | Oruro      | San José          | 3:0       | Universitario      |
| 5 de abril | Trinidad   | Real Mamorè       | 0:0       | Blooming           |
| 5 de abril | Cochabamba | Wilstermann       | 1:2       | La Paz Fútbol Club |
| 5 de abril | Santa Cruz | Oriente Petrolero | 3:0       | Nacional Potosí    |

Fecha 8
Fuente
| Fecha       | Lugar      | Local              | Resultado | Visitante         |
| ----------- | ---------- | ------------------ | --------- | ----------------- |
| 10 de abril | Sucre      | Universitario      | 4:2       | Real Potosí       |
| 11 de abril | La Paz     | The Strongest      | 6:0       | Real Mamorè       |
| 12 de abril | La Paz     | La Paz Fútbol Club | 1:0       | Oriente Petrolero |
| 12 de abril | Potosí     | Nacional Potosí    | 2:1       | San José          |
| 12 de abril | Cochabamba | Wilstermann        | 0:2       | Bolívar           |
| 12 de abril | Santa Cruz | Blooming           | 3:2       | Aurora            |

Fecha 9
Fuente
| Fecha       | Lugar      | Local              | Resultado | Visitante       |
| ----------- | ---------- | ------------------ | --------- | --------------- |
| 18 de abril | La Paz     | La Paz Fútbol Club | 3:2       | San José        |
| 18 de abril | Santa Cruz | Oriente Petrolero  | 2:1       | Wilstermann     |
| 19 de abril | La Paz     | Bolívar            | 0:0       | Blooming        |
| 19 de abril | Potosí     | Real Potosí        | 1:1       | Nacional Potosí |
| 19 de abril | Trinidad   | Real Mamorè        | 1:1       | Universitario   |
| 19 de abril | Santa Cruz | Aurora             | 3:1       | The Strongest   |

Fecha 10
Fuente
| Fecha       | Lugar      | Local              | Resultado | Visitante   |
| ----------- | ---------- | ------------------ | --------- | ----------- |
| 26 de abril | La Paz     | La Paz Fútbol Club | 1:1       | Real Potosí |
| 26 de abril | Potosí     | Nacional Potosí    | 2:0       | Real Mamorè |
| 26 de abril | Sucre      | Universitario      | 2:1       | Aurora      |
| 26 de abril | La Paz     | The Strongest      | 3:2       | Blooming    |
| 26 de abril | Cochabamba | Wilstermann        | 0:3       | San José    |
| 26 de abril | Santa Cruz | Oriente Petrolero  | 1:0       | Bolívar     |

Fecha 11
Fuente
| Fecha     | Lugar      | Local       | Resultado | Visitante          |
| --------- | ---------- | ----------- | --------- | ------------------ |
| 2 de mayo | Potosí     | Real Potosí | 4:0       | Wilstermann        |
| 3 de mayo | La Paz     | Bolívar     | 2:2       | The Strongest      |
| 3 de mayo | Santa Cruz | Blooming    | 2:1       | Universitario      |
| 3 de mayo | Cochabamba | Aurora      | 0:3       | Nacional Potosí    |
| 3 de mayo | Trinidad   | Real Mamorè | 1:3       | La Paz Fútbol Club |
| 3 de mayo | Oruro      | San José    | 6:1       | Oriente Petrolero  |

Fecha 12
Fuente
| Fecha      | Lugar      | Local              | Resultado | Visitante         |
| ---------- | ---------- | ------------------ | --------- | ----------------- |
| 10 de mayo | La Paz     | The Strongest      | 2:1       | Universitario     |
| 10 de mayo | Santa Cruz | Blooming           | 2:0       | Nacional Potosí   |
| 10 de mayo | La Paz     | La Paz Fútbol Club | 2:3       | Aurora            |
| 10 de mayo | Trinidad   | Real Mamorè        | 2:1       | Wilstermann       |
| 10 de mayo | Potosí     | Real Potosí        | 0:0       | Oriente Petrolero |
| 10 de mayo | Oruro      | San José           | 2:2       | Bolívar           |

Fecha 13
Fuente
| Fecha      | Lugar      | Local              | Resultado | Visitante     |
| ---------- | ---------- | ------------------ | --------- | ------------- |
| 13 de mayo | Oruro      | San José           | 5:3       | Real Potosí   |
| 13 de mayo | La Paz     | La Paz Fútbol Club | 2:0       | Blooming      |
| 13 de mayo | Potosí     | Nacional Potosí    | 3:0       | The Strongest |
| 13 de mayo | Sucre      | Universitario      | 2:1       | Bolívar       |
| 14 de mayo | Cochabamba | Wilstermann        | 2:0       | Aurora        |
| 14 de mayo | Santa Cruz | Oriente Petrolero  | 1:0       | Real Mamorè   |

Fecha 14
Fuente
| Fecha      | Lugar      | Local         | Resultado | Visitante          |
| ---------- | ---------- | ------------- | --------- | ------------------ |
| 17 de mayo | Sucre      | Universitario | 3:1       | Nacional Potosí    |
| 17 de mayo | La Paz     | The Strongest | 2:1       | La Paz Fútbol Club |
| 17 de mayo | Potosí     | Real Potosí   | 2:2       | Bolívar            |
| 17 de mayo | Cochabamba | Aurora        | 0:0       | Oriente Petrolero  |
| 17 de mayo | Trinidad   | Real Mamorè   | 2:3       | San José           |
| 17 de mayo | Santa Cruz | Blooming      | 1:1       | Wilstermann        |

Fecha 15
Fuente
| Fecha      | Lugar      | Local              | Resultado | Visitante       |
| ---------- | ---------- | ------------------ | --------- | --------------- |
| 23 de mayo | La Paz     | Bolívar            | 4:2       | Nacional Potosí |
| 24 de mayo | Potosí     | Real Potosí        | 4:0       | Real Mamorè     |
| 24 de mayo | Oruro      | San José           | 3:0       | Aurora          |
| 24 de mayo | Cochabamba | Wilstermann        | 1:2       | The Strongest   |
| 24 de mayo | La Paz     | La Paz Fútbol Club | 2:1       | Universitario   |
| 24 de mayo | Santa Cruz | Oriente Petrolero  | 2:0       | Blooming        |

Fecha 16
Fuente
| Fecha      | Lugar      | Local              | Resultado | Visitante   |
| ---------- | ---------- | ------------------ | --------- | ----------- |
| 27 de mayo | La Paz     | La Paz Fútbol Club | 5:1       | Real Mamorè |
| 27 de mayo | Sucre      | Universitario      | 4:0       | Blooming    |
| 28 de mayo | La Paz     | The Strongest      | 1:2       | Bolívar     |
| 28 de mayo | Cochabamba | Wilstermann        | 2:1       | Real Potosí |
| 28 de mayo | Santa Cruz | Oriente Petrolero  | 3:1       | San José    |
| 28 de mayo | Potosí     | Nacional Potosí    | 0:0       | Aurora      |

Fecha 17
Fuente
| Fecha      | Lugar      | Local             | Resultado | Visitante          |
| ---------- | ---------- | ----------------- | --------- | ------------------ |
| 31 de mayo | Potosí     | Real Potosí       | 3:1       | Blooming           |
| 31 de mayo | Oruro      | San José          | 5:1       | The Strongest      |
| 31 de mayo | La Paz     | Bolívar           | 1:0       | La Paz Fútbol Club |
| 31 de mayo | Trinidad   | Real Mamorè       | 4:0       | Aurora             |
| 31 de mayo | Cochabamba | Wilstermann       | 3:1       | Nacional Potosí    |
| 31 de mayo | Santa Cruz | Oriente Petrolero | 2:0       | Universitario      |

Fecha 18
Fuente
| Fecha       | Lugar      | Local              | Resultado | Visitante         |
| ----------- | ---------- | ------------------ | --------- | ----------------- |
| 14 de junio | La Paz     | La Paz Fútbol Club | 2:2       | Wilstermann       |
| 14 de junio | Potosí     | Nacional Potosí    | 1:5       | Oriente Petrolero |
| 14 de junio | Sucre      | Universitario      | 1:0       | San José          |
| 14 de junio | La Paz     | The Strongest      | 0:0       | Real Potosí       |
| 14 de junio | Santa Cruz | Blooming           | 1:1       | Real Mamorè       |
| 15 de junio | La Paz     | Bolívar            | 3:0       | Aurora            |

Fecha 19
Fuente
| Fecha       | Lugar      | Local             | Resultado | Visitante          |
| ----------- | ---------- | ----------------- | --------- | ------------------ |
| 20 de junio | Oruro      | San José          | 2:2       | Nacional Potosí    |
| 21 de junio | Potosí     | Real Potosí       | 2:0       | Universitario      |
| 21 de junio | La Paz     | Bolívar           | 0:0       | Wilstermann        |
| 21 de junio | Trinidad   | Real Mamorè       | 1:1       | The Strongest      |
| 21 de junio | Cochabamba | Aurora            | 0:1       | Blooming           |
| 21 de junio | Santa Cruz | Oriente Petrolero | 2:1       | La Paz Fútbol Club |

Fecha 20
Fuente
| Fecha       | Lugar      | Local           | Resultado | Visitante          |
| ----------- | ---------- | --------------- | --------- | ------------------ |
| 24 de junio | Potosí     | Nacional Potosí | 1:1       | Real Potosí        |
| 24 de junio | Sucre      | Universitario   | 4:1       | Real Mamorè        |
| 24 de junio | Santa Cruz | Blooming        | 0:2       | Bolívar            |
| 25 de junio | Cochabamba | Wilstermann     | 1:1       | Oriente Petrolero  |
| 25 de junio | La Paz     | The Strongest   | 1:0       | Aurora             |
| 25 de junio | Oruro      | San José        | 5:0       | La Paz Fútbol Club |

Fecha 21
Fuente
| Fecha       | Lugar      | Local       | Resultado | Visitante          |
| ----------- | ---------- | ----------- | --------- | ------------------ |
| 28 de junio | Cochabamba | Aurora      | 1:0       | Universitario      |
| 28 de junio | Potosí     | Real Potosí | 3:1       | La Paz Fútbol Club |
| 28 de junio | La Paz     | Bolívar     | 1:0       | Oriente Petrolero  |
| 28 de junio | Oruro      | San José    | 2:1       | Wilstermann        |
| 28 de junio | Santa Cruz | Blooming    | 1:1       | The Strongest      |
| 28 de junio | Trinidad   | Real Mamorè | 5:4       | Nacional Potosí    |

Fecha 22
Fuente
| Fecha      | Lugar      | Local           | Resultado | Visitante          |
| ---------- | ---------- | --------------- | --------- | ------------------ |
| 6 de julio | Cochabamba | Aurora          | 1:4       | Real Potosí        |
| 6 de julio | Trinidad   | Real Mamorè     | 1:2       | Bolívar            |
| 6 de julio | La Paz     | The Strongest   | 5:3       | Oriente Petrolero  |
| 6 de julio | Santa Cruz | Blooming        | 1:0       | San José           |
| 6 de julio | Potosí     | Nacional Potosí | 1:2       | La Paz Fútbol Club |
| 6 de julio | Sucre      | Universitario   | 0:0       | Wilstermann        |

## Datos del Apertura
Fuente

### Hattrick
Tan solo 5 jugadores lograron marcar un hattrick en el apertura:
- Luis Sillero de Universitario (en 2 ocasiones)
- Luis C. Vieira de Blooming
- Jaime Cardozo de Aurora
- Álex da Rosa de San Josè
- Óscar Díaz de Real Mamorè

### Cifras
- El mejor local del torneo fue San Josè por lograr 29 puntos de 33 posibles.
- El mejor visitante del torneo fue Bolívar por lograr 19 puntos de 33 posible.
- El resultado con mejor diferencia de goles en un partido fue The Strongest 6:0 Real Mamorè en la ciudad de La Paz.
- El resultado más común en una fecha es 2-1 en la 5.ª fecha.

### Goles por departamento
| Departamento | Clubes del departamento                    | Goles |
| Chuquisaca   | Universitario                              | 38    |
| Cochabamba   | Aurora, Wilstermann                        | 56    |
| Beni         | Real Mamorè                                | 37    |
| La Paz       | The Strongest, La Paz Fútbol Club, Bolívar | 99    |
| Santa Cruz   | Blooming, Oriente Petrolero                | 62    |
| Oruro        | San Josè                                   | 52    |
| Potosí       | Real Potosí, Nacional Potosí               | 68    |

## Promedios
Fuente

## Goleadores
Fuente
| Jugador              | Jugador             | Goles | Equipo          |
| -------------------- | ------------------- | ----- | --------------- |
| Bandera de Uruguay   | William Ferreira    | 16    | Bolívar         |
| Bandera de Brasil    | Álex Da Rosa        | 15    | San José        |
| Bandera de Argentina | Luís Hernán Sillero | 12    | Universitario   |
| Bandera de Argentina | Juan Pablo Vázquez  | 11    | The Strongest   |
| Bandera de Bolivia   | Cristian Reinaldo   | 11    | Nacional Potosí |
| Bandera de Bolivia   | Cristian Omar Díaz  | 9     | San José        |
| Bandera de Paraguay  | Alfredo Jara        | 9     | Nacional Potosí |